# Arkhesztratosz
Arkhesztratosz ókori görög költő. Gelában vagy Szürakuszaiban született, Szicília szigetén, és az i. e. 4. század közepén alkotott. Hexameterben írott humoros verse, a Hedüpatheia („Fényűző élet”) abban ad tanácsot olvasójának, hol találja a legfinomabb ételeket a Mediterránumban; képzeletben bejárja a világot és leírja, hol mi a legjobb étel. A humoros hatást fokozandó utánozta Homérosz, Theognisz és Hésziodosz stílusát is. A mű csak töredékesen maradt fenn.
A költő, akit az ókorban a mohóság Hésziodoszának vagy Theogniszának tartottak, korábbi költők stílusát utánozza. A legtöbb figyelmet a halra fordítja, de a korai fennmaradt töredékekben az előételeket is említi, és borról is írt. Az i. e. 4. és 3. században műve elég hírhedt volt. Antiphanész, Lünkeusz költők, illetve Arisztotelész, Khrüszipposz és Klearkhosz filozófusok is említik, szinte minden esetben elítélően; úgy vélték, Philainisz szextankönyvéhez hasonlóan Arkhesztratosz írása is csak elzülleszti az olvasót. „Nem ajánlott Philaeniszt vagy Arkhesztratosz Gasztronómiáját azzal a céllal tanulmányozni, hogy jobb irányba mozdítsd el életedet. Illetlenséggel árasztottad el ezt a lakomát azzal, hogy ilyen gyakran idéztél ettől az Arkhesztratosztól. Maradt bármi olyan, kiszámítottan romlást okozó dolog, amit ez a drága költő elmulasztott megemlíteni?” – Athenaiosz Khrüszipposzt idézi Deipnosophistae című művében (335b.)
A műnek csak 62 töredéke maradt fenn (beleértve kettőt, ami nem biztosan onnan származik), mind Athenaeusz Deipnosophistaejában idézetként, kommentárral ellátva. A verset Ennius latinra fordította vagy utánozta.

## Bibliográfia
- Andrew Dalby, "Archestratos: where and when?" in Food in antiquity ed. John Wilkins and others (Exeter: Exeter University Press, 1995) pp. 400–412.
- Kathryn Koromilas, "Feasting with Archestratus Archiválva 2016. október 8-i dátummal a Wayback Machine-ben" in Odyssey (November/December 2007)
- S. Douglas Olson and Alexander Sens, Archestratos of Gela: Greek Culture and Cuisine in the Fourth Century BCE. Oxford: Oxford University Press, 2000.
- John Wilkins, Shaun Hill, Archestratus: The life of luxury. Totnes: Prospect Books, 1994. Online text of introduction